# Burdette (Arkansas)
Burdette é uma cidade  localizada no estado americano de Arkansas, no Condado de Mississippi.

## Demografia
Segundo o censo americano de 2000, a sua população era de 129 habitantes. 
Em 2006, foi estimada uma população de 118, um decréscimo de 11 (-8.5%).

## Geografia
De acordo com o United States Census Bureau, a localidade tem uma área de 1,7 km², sem área coberta por água.

## Localidades na vizinhança
O diagrama seguinte representa as localidades num raio de 24 km ao redor de Burdette. 